# Sucedió en Buenos Aires
 Sucedió en Buenos Aires  es una película en blanco y negro de Argentina dirigida por Enrique Cahen Salaberry sobre el guion de Sixto Pondal Ríos y Carlos Olivari que se estrenó el 18 de mayo de 1954 y que tuvo como protagonistas a Olga Zubarry, Roberto Escalada, Pepita Muñoz, Ubaldo Martínez y Nelly Panizza.

## Sinopsis
Una provinciana que llega a la ciudad es ayudada por un taxista a buscar a un delincuente.

## Reparto
Intervinieron en el filme los siguientes intérpretes:
- Olga Zubarry …Rosalía
- Roberto Escalada …Pablo Medina
- Pepita Muñoz …Doña Celedonia
- Ubaldo Martínez …Don Guinda
- Nelly Panizza …Chela Olmos
- Benito Cibrián …Don Jesús Pereyra
- Yuki Nambá …Amante de Martín
- Olga Gatti …Hermana de Quique
- Pascual Nacaratti …Antonelli
- Casimiro Krukowsky …Varsovia
- Julio Bianquet …El Negro
- Fernando Siro …Quique
- Roberto Blanco …Taxista 1
- Gilberto Peyret …Asaltante 1
- Carlos Cotto …Padre de Susana
- Serafín Ramírez …Asaltante 2
- Fausto Padín …Taxista 2
- Rafael Diserio …Policía
- Vivian Rey …Susana
- Jorge Rivier …Martín
- Carmen Giménez …Dueña de pensión
- Rolando Dumas …Extra
- Jorge Villoldo …Hombre en calesita
- Carlos Belluci …Pasajero de taxi
- Claudio Vernet …Extra
- Marta González …Niña
- Enrique Ibarreta …Bailarín en el Tabarís

## Comentarios
King en El Mundo dijo:

”Destaca como virtud mayor la labor de un director…con firmeza mantiene constantemente el relato en un plano de absoluta dignidad….permanente movilidad”

La Prensa comentó sobre el filme:

”Un nuevo intento de superación malogrado por la superficialidad de un tema que pretende ser documental en la descripción de ambientes y personajes.”

Por su parte Manrupe y Portela escriben:

”Excelente en la descripción urbana se resiente por un asunto melodramático (Chica mala que aleja al buen muchacho de su novia buena) que le impide levantar vuelo.”